# شیمی هسته‌ای

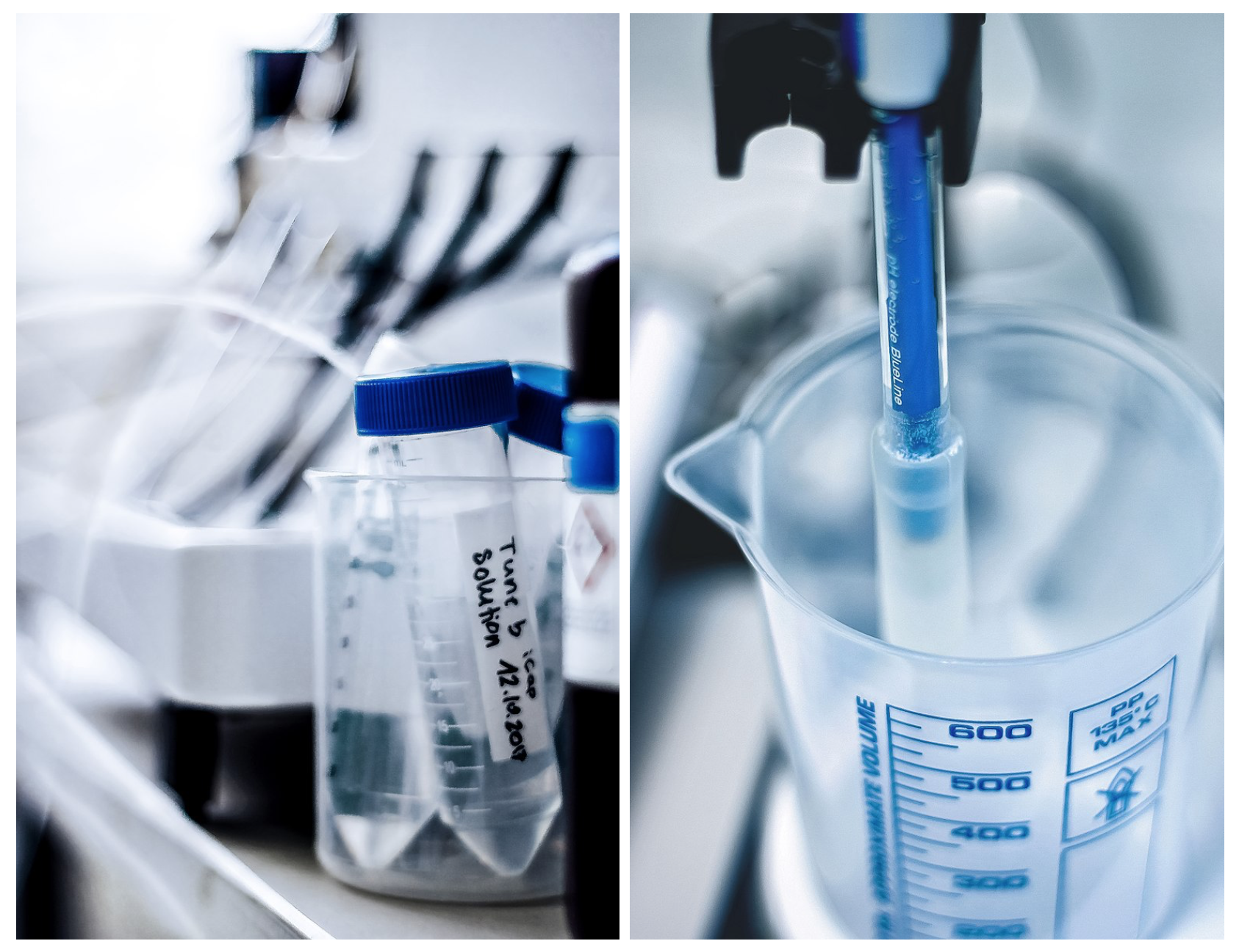
علم شیمی از زیرشاخه های فناوری هسته ای

شیمی هسته‌ای یکی از شاخه‌های فناوری هسته‌ای است. در این زمینه واکنش‌ها و موارد شیمیایی فرایند‌های هسته‌ای مورد بررسی قرار می‌گیرند.
شیمی هسته‌ای، جزئیات ماهیت پیوندی (نیرویی) که پروتون‌ها و نوترون‌ها را به یکدیگر نگه می‌دارد و خواص هسته از قبیل رادیواکتیویته، تغییرات و تبدیلات مصنوعی، شکست هسته و ذوب هسته‌ها را مورد بررسی قرار می‌دهد.
اشعه ایکس، پرتوهای آلفا و بتا و گاما و ساختارهای اتمی از جمله موارد مورد بررسی شیمی هسته‌ای هستند.

## زمینه‌های اصلی

### پرتوشیمی
شیمی ترکیبات پرتوفعال است. گاهی در مطالعهٔ واکنش‌های شیمیایی، ایزوتوپ مواد پرتوزا، برای بررسی ویژگی‌های ترکیب‌های غیرپرتوزا به‌کار گرفته می‌شوند. همچنین، پرتوشیمی برای ایجاد تغییر یا مطالعهٔ ساختارهای شیمیایی و زیستی دارای اهمیت است.
در پرتوشیمی، عناصر طبیعی و دست‌ساز بشر هر دو مورد بررسی قرار می‌گیرند. شاخه‌های اصلی و درگیر در پرتو شیمی از این قرارند:
- شیمی اکتینید
- شیمی‌درمانی و زیست‌شیمی پرتویی
- شیمی هسته‌ای
- روش‌های طیف‌سنجی پرتویی

### چرخه سوخت هسته‌ای
به مراحل اکتشاف و استخراج و غنی‌سازی و کاربرد و دفع و بازیافت سوخت هسته‌ای گفته می‌شود.
چرخه سوخت هسته‌ای به مجموعه‌ای از مراحل فنی و علمی اشاره دارد که شامل اکتشاف، استخراج، غنی‌سازی، کاربرد، دفع و بازیافت سوخت هسته‌ای می‌شود. این چرخه با اکتشاف منابع اورانیوم آغاز می‌شود که شامل شناسایی و ارزیابی ذخایر معدنی اورانیوم در مناطق مختلف جغرافیایی است. پس از استخراج اورانیوم از معادن، فرآیند غنی‌سازی آغاز می‌شود که در آن نسبت ایزوتوپ اورانیوم-۲۳۵ به اورانیوم-۲۳۸ افزایش می‌یابد، زیرا اورانیوم-۲۳۵ ایزوتوپ مورد نیاز برای واکنش‌های هسته‌ای است. 
در مرحله بعد، سوخت غنی‌شده در رآکتورهای هسته‌ای به کار گرفته می‌شود تا انرژی حرارتی تولید کند که می‌تواند به برق تبدیل شود. پس از مصرف سوخت، مدیریت زباله‌های هسته‌ای به عنوان یک چالش مهم مطرح می‌شود. این شامل ذخیره‌سازی موقت و دفع نهایی سوخت مصرف‌شده در مکان‌های ایمن و پایدار است. 

### PUREX
یک روش شیمیایی برای خالص‌سازی سوخت یا سلاح هسته‌ای است.